# Гусевка (Липецкая область)
Гу́севка — деревня в Данковском районе Липецкой области России. Входит в состав Воскресенского сельсовета.

## География
Деревня находится на правом берегу реки Птань между двумя другими деревнями Данковского района: Писарево — на севере и Знаменка — на юге.

### Часовой пояс
Деревня Гусевка, как и вся Липецкая область, находится в часовой зоне МСК (московское время). Смещение применяемого времени относительно UTC составляет +3:00.

## Население
| 2010 |
| ---- |
| 44   |